# Chiosi d'Adda Vigadore
Chiosi d'Adda Vigadore era il nome di un effimero comune poi aggregato alla città di Lodi. C642 era il suo codice catastale valido fino al 1983.

## Storia
Fu creato nel 1870 unendo il comune di Vigadore con i Chiosi di Porta d'Adda. Il termine Chiosi, di origine dialettale, indicava in passato le terre agricole circostanti la città di Lodi, analogamente ai più noti "Corpi Santi" intorno a Milano.
Il comune comprendeva tutto il territorio suburbano posto sulla riva sinistra dell'Adda, più le località Barbina e Valgrassa, in riva destra. Il comune suburbano complementare erano i Chiosi Uniti con Bottedo.
Dopo meno di sette anni il comune di Chiosi d'Adda Vigadore fu aggregato alla città di Lodi. I tre chiosi (Cremonese, Regale, d'Adda), e le tre località esterne (Bottedo, Vigadore, Torre de' Dardanoni) rimasero tuttavia come suddivisioni amministrative informali della città di Lodi fino agli anni settanta del XX secolo.